# Ouzellaguen
Ouzellaguen és un municipi (baladiyah) de la província o wilaya de Bugia a Algèria.
Està situat al nord del país, a la regió de Cabília, a l'est d'Alger i a prop de la costa de la mar Mediterrània.
A l'abril de 2008 tenia una població censada de 22.719 habitants.

## Localitats
A més de la seva capital Ighzer Amokrane, el municipi d'Ouzellaguen es compon de les següents localitats: Bouchiban, Bouhadj, Aghendjour, Agoumatine, Nasroune, Tighilt, Fournane, Chehid, Izemourène, Ifri, Issouane, Tigzirt (actual Iheddaden), Ldjemaa, Ighbane, Timelyouine, Ighil Oudlès, Tizi Meghlaz, Ibouzidène, Cheurfa, Tazrout, Sidi Younès, Didoune, Bouaissi, Tigrine, Tiouririne, Chikhoune, Khenfor, Maghnoune, Boutagout, Hellouane, Irès, Bourafaa y sellouana.

## Història
A Ouzellaguen va tenir lloc el congrés de la Soummam el 1956, un esdeveniment significatiu de la guerra d'Algèria.
Els habitants del municipi van ser independents dels turcs. Només es van sotmetre durant la conquista francesa.
Amb Chérif Bou Baghla i els seus aliats, van lliurar una batalla decisiva contra l'exèrcit francès, encarregat de trencar la insurrecció provocada per Bou Baghla.
El 1857, la regió va ser totalment subjugada per l'exèrcit francès sota el lideratge del governador Randon.

## Llocs d'interès

### Museu del congrés de la Soummam
A més d'un imponent memorial, instal·lat en el centre del museu, aquest també es compon d'una esplanada on hi ha dos petites cases, les quals havien servit com a sales de conferencies el 1958.
També s'hi troben dos estàtues dels herois: Abane Ramdane, krim Belkacem, Zighoud Youcef, Larbi Benm'hidi, Lakhdar Bentobbal i Amar Ouamarane.
A part, el museu també té instal·lat un projector que pretén promoure la història i donar un impacte educatiu.

## Transport
Per la ciutat hi passa la carretera N26, la qual connecta al municipi amb diverses poblacions com: Sidi Aïch i Akbou.